# Пилеолус
Пилео́лус (лат. Pileolus от pileus — шляпа, колпак, также итал. Zucchetto, исп. Solideo, пол. Piuska) — головной убор священника (см. также камауро), являющийся традиционным для клира Римско-католической и Англиканской церквей.

## Описание
Внешне пилеолус практически идентичен традиционному еврейскому головному убору — кипе, и представляет собой шапочку, состоящую из восьми остроконечных клиньев, сшитых вместе так, что их острые углы сходятся в одной точке, в этом месте имеется небольшой хвостик. Цвет определяется рангом носящего: в католической традиции пилеолусы белого цвета может носить только папа римский, красные или алые носят кардиналы, фиолетовые — епископы, территориальные аббаты и территориальные прелаты, рядовым священникам и дьяконам полагаются пилеолусы чёрного цвета.

## Использование
Священнослужители Средних веков стали носить пилеолус вследствие необходимости содержать тонзуру в тепле в помещениях церквей, где зачастую было холодно и сыро; в настоящее время он продолжает существование как традиционный головной убор.
Все члены Римско-католической церкви, посвящённые в духовный сан, обязаны носить пилеолус.
В наше время на практике ношение пилеолуса — явление чрезвычайно редкое среди рядовых католических священников и дьяконов, но распространённое среди аббатов. Францисканские, бенедиктинские и траппистские монахи иногда носят коричневые головные уборы, похожие на пилеолус, но имеющие другие названия; эти головные уборы, как правило, шьются из более плотной ткани, поскольку служат в первую очередь для согревания головы.

## Ношение во время мессы
Всем представителям епископата, то есть папе римскому, кардиналам, титулярным епископам (епископам, обладающим званием, но не имеющим подчинённых территорий) и епархиальным епископам полагается иметь пилеолус на голове во время служения мессы на протяжении большей её части, снимать в начале Евхаристического Канона и возвращать на место в конце обряда причащения. В некоторых церквях для хранения пилеолуса в течение этой части мессы используется  funghellino — небольшая подставка, располагающаяся на алтаре и как правило выполненная из меди или дерева. Никому иному  надевать пилеолус во время мессы не дозволяется.
При надевании духовным лицом митры пилеолус также остаётся на голове и располагается внутри митры.

## В англиканской церкви
Пилеолусы носят некоторые англиканские епископы, в основном в Африке (характерный пример — архиепископ из Южно-Африканской Республики, Десмонд Туту). Носятся они согласно тем же правилам, что и в Римско-католической церкви.

## Обычаи и нововведения, связанные с пилеолусами
У папы римского Иоанна Павла II был обычай дарить пилеолус, который он носил, если таковой имелся под рукой, на память своим гостям. Подобная практика была принята и при иных папах. Человек, планирующий посещение папы, может заранее обсудить этот обычай с его секретарём, а также убедиться в том, что новый пилеолус имеет подходящий размер и т. д.